# Alsónyék
Alsónyék è un comune dell'Ungheria centro-meridionale di 786 abitanti (dati 2008). È situato nella contea di Tolna.